# Северское (Московская область)
Северское — село в Коломенском районе Московской области, входит в сельское поселение Радужное. Население — 
1. Н/Д[3] чел. (
2. Н/Д[4]). В селе находится 5 улиц.

## География

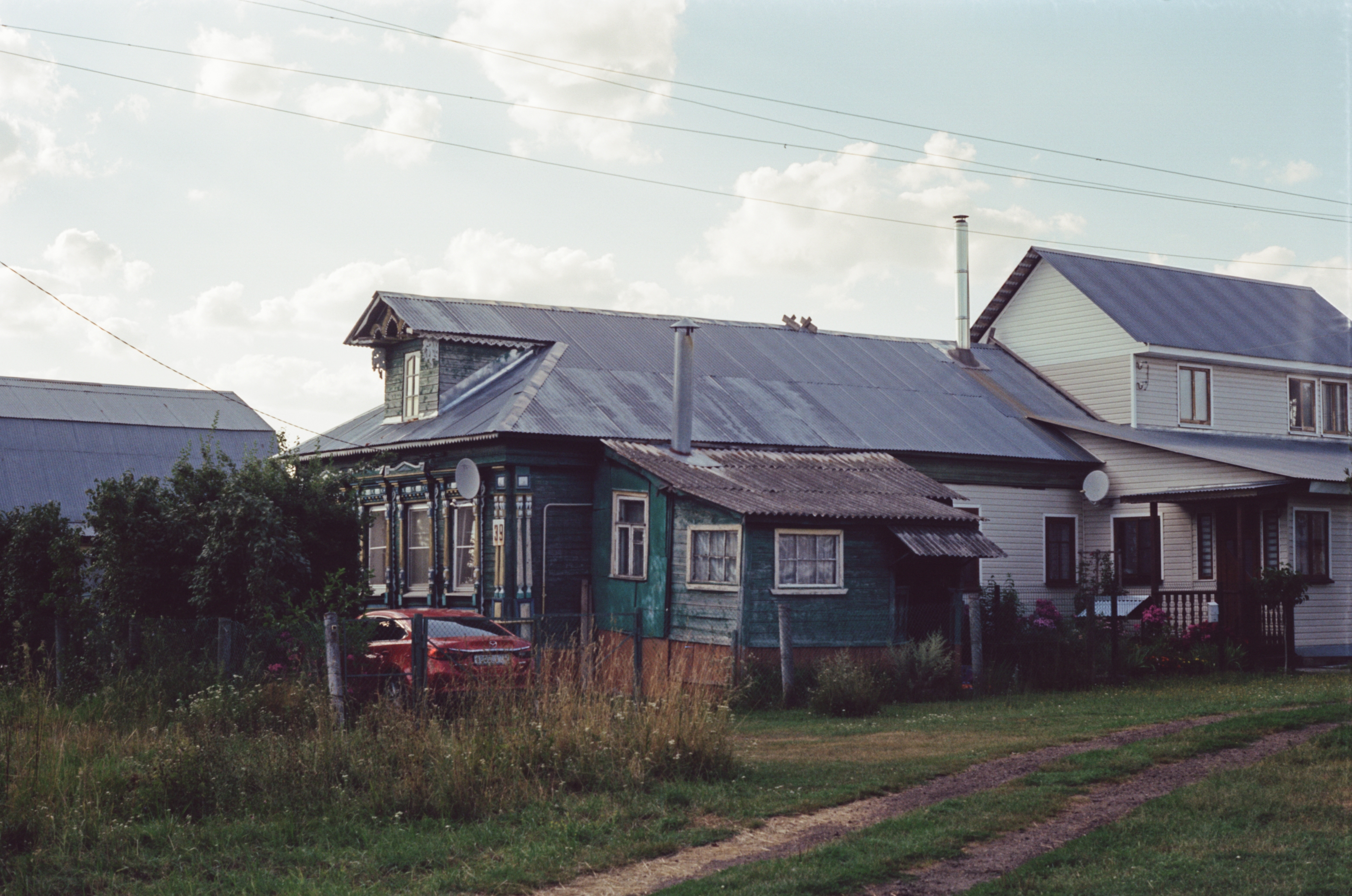
Деревянный дом в селе Северское

Располагается на реке Северке в 9 км севернее Коломны.

## История
Древнерусский город Свирильск локализуется большинством исследователей у села Северское. При обследовании в западной части села было обнаружено неукреплённое селище XII—XIII веков. В 1880-е года Александром Александровичем Найдёновым была куплена усадьба Северское. В 1901 году был построен мост через реку Северку. Главный дом усадьбы Северское был перестроен на рубеже XIX и XX веков. Также Найдёновым в Северском были построены кегельбан, теннисный корт.
Неподалёку от села на реке Москве в 1924 году был построен гидроузел «Северка».

## Население
1. Н/Д[8]
2. Н/Д[9]

## Церковь Великомученика Никиты
Каменная церковь Великомученика Никиты была построена в 1787 году. Главный престол — Великомученика Никиты, приделы — святителя Петра Митрополита и великомученицы Агафии, разрешение на строительство которых было получено в 1885 году, были освящены в 1887 году, тогда же была построена и каменная колокольня. За несколько лет до Великой Отечественной войны церковь была закрыта. После войны церковь начали разбирать — была разрушена колокольня, приделы и верхняя часть церкви. В 1996 году была зарегистрирована приходская община, после чего начались работы по восстановлению церкви.

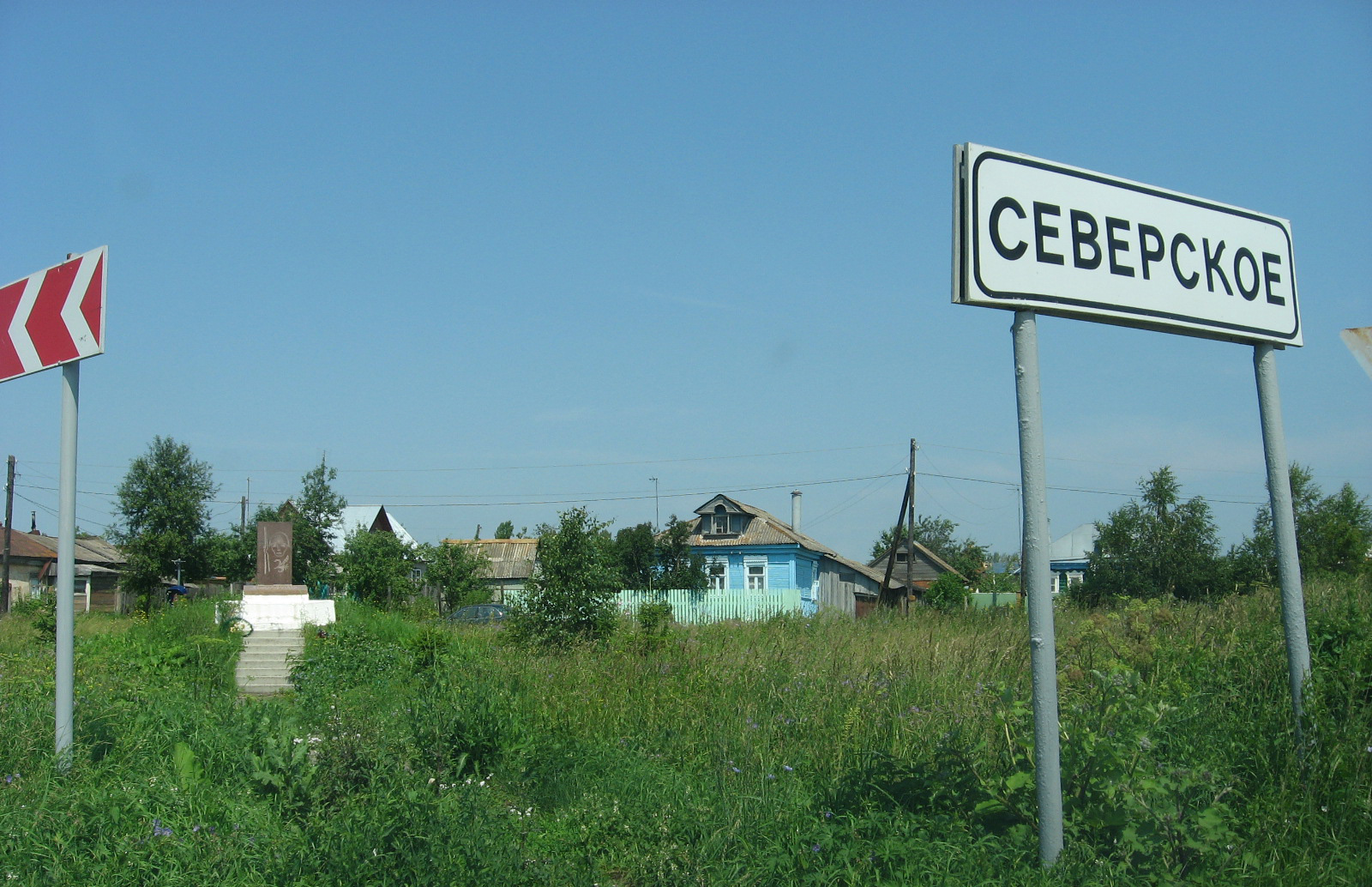
Въезд в село